# John Paintsil
John Paintsil (nascut el 15 de juny de 1981 en Berekum) és un exfutbolista internacional ghanès. El seu nom és incorrectament pronunciat John Pantsil de manera molt sovint, degut a un error tipogràfic en el registre de naixement.